# ロビニン
ロビニン (robinin) はフラボノール配糖体の一つ。Vinca erectaあるいはニセアカシア (Robinia pseudoacacia) から単離される.   。